# ريتشارد نورث باترسون
ريتشارد نورث باترسون (بالإنجليزية: Richard North Patterson)‏‏ (22 فبراير 1947 في بيركيلي، كاليفورنيا - ) كاتب، وشاعر قانوني، ومحامي، وروائي من الولايات المتحدة.

## الجوائز
- جائزة إدغار